# 山本政聡
山本 政聡（やまもと まさとし、1985年6月28日 - ）は、地方競馬の岩手県競馬組合・盛岡競馬場小西重征厩舎所属の騎手。岩手県出身。
地方競馬教養センター騎手課程第77期生。
同じ岩手県競馬組合に所属する騎手山本聡哉、船橋競馬場所属の騎手山本聡紀は実弟。

## 来歴・人物
2003年3月31日付けで地方競馬騎手免許を取得(大和静治厩舎所属)。同年4月19日第2回水沢競馬1日目第3競走C2条件戦ワンダーアキュートで初騎乗（10頭立て6番人気6着）。同年6月2日第2回盛岡競馬3日目第1競走C2条件戦をラトゥールで優勝し、25戦目で初勝利（10頭立て4番人気）。
2004年6月28日第4回水沢競馬6日目第10競走第28回シルバーステッキ賞をユーセイキャロルで優勝（12頭立て7番人気）し、特別初制覇。
2006年2月4日から2月26日まで佐賀競馬場に冬季遠征騎乗を行った。同年2月19日第2競走で優勝し、遠征初勝利。
2008年1月16日から3月5日まで荒尾競馬場に冬季遠征騎乗を行った。同年12月15日第11回水沢競馬3日目第1競走2歳C2一組条件戦をベルコットムーンで優勝（9頭立て3番人気）し、1822戦目で地方競馬通算100勝達成。
2009年4月19日第2回水沢競馬2日目第11競走第9回阿久利黒賞をマヨノエンゼルで優勝（10頭立て1番人気）し、重賞初制覇。
2014年1月19日付けで大和静治調教師の引退に伴い、櫻田浩樹厩舎に所属変更した。
2017年10月28日の盛岡競馬第11競走でスティルプリンス号に騎乗し地方競馬9078戦目にして通算1000勝達成。
2019年3月1日小西重征厩舎に所属変更。

## 主な騎乗馬
- マヨノエンゼル（2009年阿久利黒賞）
- ゴールドマイン（2011年青藍賞）
- アスペクト（2011年若駒賞、南部駒賞、2012年岩手ダービーダイヤモンドカップ）
- コスモワイルド（2012年オパールカップ）
- ハカタドンタク（2013年やまびこ賞、はまなす賞、オパールカップ）
- コミュニティ（2014年ニューイヤーカップJBC2014、青藍賞、絆カップ、桐花賞、2015年あすなろ賞、一條記念みちのく大賞典、2016年あすなろ賞）
- フラッシュモブ（2014年ひまわり賞）
- スペクトル（2014年寒菊賞、2015年金杯、やまびこ賞、ウイナーカップ）
- キモンレッド（2015年トウケイニセイ記念）
- ディックカントウ（2016年あやめ賞）
- トドイワガーデン（2016年ハヤテスプリント）
- パーティメーカー（2016年せきれい賞）
- ナリタポセイドン（2016年絆カップ）
- オールザベスト（2017年ウイナーカップ）
- コウセン（2017年桂樹杯、ハーベストカップ、OROターフスプリント）
- スタークニナガ（2017年知床賞）
- タイセイファントム（2017年絆カップ、2018年トウケイニセイ記念）
- サンタガール（2018年ひまわり賞）
- ニューホープ（2018年若駒賞）
- ハドソンホーネット（2019年みちのく大賞典）
- クルーズラミレス（2019年ウイナーカップ）
- コパノチャリー（2019年ビギナーズカップ）
- コスモリョウゲツ（2019年岩手県知事杯OROカップ）
- コンサートドーレ（2020年早池峰スーパースプリント）
- エンパイアペガサス（2021年みちのく大賞典、北上川大賞典）
- カクテルライト（2021年ビギナーズカップ、若駒賞、2022年ウイナーカップ）
- モリデンブラック（2021年ジュニアグランプリ）
- グットクレンジング（2022年ダイヤモンドカップ、東北優駿）
- スターオブケリー（2022年ハヤテスプリント）
- フジラプンツェル（2022年若鮎賞、ビギナーズカップ、プリンセスカップ）
- ソロフレーズ（2022年いしがきマイラーズ）
- ディアリッキー（2022年ヴィーナススプリント）
- ジェイケイブラック（2022年北上川大賞典）
- ミニアチュール（2023年金杯、あやめ賞、東北優駿、OROオータムティアラ）
- ケンジャ（2023年ウイナーカップ）
- ゴールデンヒーラー（2023年青藍賞）
- サウザンドマイル（2024年若鮎賞）
- ゼロアワー（2024年フローラルカップ）
- エイシンナデシコ（2024年プリンセスカップ）
- ラヴェイ（2024年金杯）

出典:。